# Niphostola micans
Niphostola micans är en fjärilsart som beskrevs av George Francis Hampson 1896. Niphostola micans ingår i släktet Niphostola och familjen Crambidae. Inga underarter finns listade i Catalogue of Life.